# جو روجرز
جو روجرز (بالإنجليزية: Joe Rogers)‏ (5 نوفمبر 1874 في المملكة المتحدة - 1955) هو لاعب كرة قدم بريطاني (وحمل سابقاً جنسية المملكة المتحدة لبريطانيا العظمى وأيرلندا) في مركز الهجوم. لعب مع بريستون نورث إيند وغريمسبي تاون وماكليسفيلد تاون ونادي ساوثهامبتون ونيوكاسل يونايتد.